# 纳特布什
纳特布什，美国田纳西州海伍德县的一个非建制地区。该地经济以棉花种植与加工为主。纳特布什是美国歌手蒂娜·特纳的出生地。